# Törnby
Törnby är en tidigare småort i Skå socken, Ekerö kommun, Stockholms län, belägen på södra delen av Färingsö. Vid 2015 års tätortsavgränsning hade småorten vuxit samman med tätorten Stenhamra.
Byn omtalas första gången 1342, då Jöns och Botolf i Törnby ('de Tørneby') var fastrar i samband med ett jordbyte mellan en bonde i Ekeby och Vårfruberga kloster. 1541 omfattade byn två manfal frälse och ett skattehemman. De båda frälsegårdarna såldes 1544 av Karin Axelsdotter (Tott) till Gustav Vasa.